# Tetrastemma fozensis
Tetrastemma fozensis är en djurart som tillhör fylumet slemmaskar, och som beskrevs av Gibson och Junoy 1991. Tetrastemma fozensis ingår i släktet Tetrastemma och familjen Tetrastemmatidae. Inga underarter finns listade i Catalogue of Life.